# Coppa di Serbia e Montenegro (pallavolo femminile)
La Coppa di Serbia e Montenegro era un trofeo nazionale serbo-montenegrino, organizzato dalla Federazione pallavolistica della Serbia e Montenegro.

## Storia
La Coppa della Repubblica Federale di Jugoslavia viene istituita nel 1992 come erede della Coppa di Jugoslavia per effetto della dissoluzione della Repubblica Socialista Federale di Jugoslavia e della nascita della Repubblica Federale di Jugoslavia, formata da Serbia e Montenegro.
Nel 2003 il trofeo cambia denominazione in Coppa di Serbia e Montenegro seguendo le vicende politiche del Paese che, cambiando la sua natura da federazione a confederazione, viene ribattezzato Serbia e Montenegro.
Con l'ottenimento dell'indipendenza da parte del Montenegro nel 2006, il trofeo cessa di esistere e viene sostituito da analoghe competizioni per le due nuove nazioni, la Coppa di Serbia e la Coppa di Montenegro.
Nelle prime due edizioni il trofeo ricalca la struttura della Coppa della Repubblica Socialista Federale di Jugoslavia, con una fase finale a round-robin; in seguito la fase finale diventa a eliminazione diretta.
La prima edizione viene vinta dalla Stella Rossa. A questo successo segue il dominio dello Jedinstvo Užice, capace di vincere ben otto edizioni in nove anni, interrotto da una alternanza di vari club all'inizio degli anni duemila. Le ultime edizioni vedono il dominio del Poštar.

## Albo d'oro
| Edizione                                                                   | Edizione          | Podio             | Podio                                     | Podio             |
| Anno                                                                       | Sede della finale | Campione          | Risultato                                 | Finalista         |
| -------------------------------------------------------------------------- | ----------------- | ----------------- | ----------------------------------------- | ----------------- |
| Dal 1992 al 2002 la competizione è denominata Coppa di Jugoslavia          |                   |                   |                                           |                   |
| 1992 Dettagli                                                              | Belgrado          | Stella Rossa      | Round-robin                               | Jedinstvo Užice   |
| 1993 Dettagli                                                              | Užice             | Jedinstvo Užice   | Round-robin                               | Stella Rossa      |
| 1994 Dettagli                                                              | Užice             | Jedinstvo Užice   | 3 - 0 (15-9, 15-5, 15-12)                 | Vršac             |
| 1995 Dettagli                                                              | Belgrado          | Poštar            | 3 - 0 (15-8, 15-12, 15-5)                 | Jedinstvo Užice   |
| 1996 Dettagli                                                              | Belgrado          | Jedinstvo Užice   | 3 - 0 (15-2, 15-4, 15-12)                 | Spartak Subotica  |
| 1997 Dettagli                                                              | Zrenjanin         | Jedinstvo Užice   | 3 - 0 (15-8, 15-2, 15-8)                  | Stella Rossa      |
| 1998 Dettagli                                                              | Belgrado          | Jedinstvo Užice   | 3 - 1 (15-9, 15-17, 15-10, 15-7)          | Luka Bar          |
| 1999 Dettagli                                                              | Belgrado          | Jedinstvo Užice   | 3 - 1 (25-23, 25-22, 23-25, 25-21)        | Stella Rossa      |
| 2000 Dettagli                                                              | Užice             | Jedinstvo Užice   | 3 - 1 (22-25, 25-19, 25-13, 25-13)        | Radnički Belgrado |
| 2001 Dettagli                                                              | Belgrado          | Radnički Belgrado | 3 - 0 (25-14, 25-21, 25-23)               | Jedinstvo Užice   |
| 2002 Dettagli                                                              | Belgrado          | Stella Rossa      | 3 - 2 (25-16, 15-25, 23-25, 25-22, 15-10) | Jedinstvo Užice   |
| Dal 2003 al 2005 la competizione è denominata Coppa di Serbia e Montenegro |                   |                   |                                           |                   |
| 2003 Dettagli                                                              | Užice             | Jedinstvo Užice   | 3 - 0 (25-19, 25-15, 25-19)               | Luka Bar          |
| 2004 Dettagli                                                              | Belgrado          | Poštar            | 3 - 1 (26-24, 25-23, 20-25, 25-19)        | Stella Rossa      |
| 2005 Dettagli                                                              | Belgrado          | Poštar            | 3 - 1 (25-14, 23-25, 25-12, 27-25)        | Spartak Subotica  |